# Джылуу-Булак
Джылуу-Булак (кирг. Жылуу-Булак) — село в Тюпском районе Иссык-Кульской области Кыргызстана. Входит в состав Чон-Ташского аильного округа. Код СОАТЕ — 41702 225 883 02 0.

## Население
По данным переписи 2009 года в селе проживало 1739 человек.
По данным переписи 2022 года в селе проживало 1 832 человек.